# Hill c. Église de scientologie de Toronto
Hill c. Église de scientologie de Toronto  est un arrêt de principe de la Cour suprême du Canada rendu en 1995 concernant la diffamation, où la Cour suprême du Canada a interprété le droit ontarien de la diffamation en relation avec la Charte canadienne des droits et libertés.
Après examen, la Cour suprême du Canada a déterminé qu'elle ne suivrait pas la norme de la « malveillance véritable » énoncée dans la célèbre affaire de la Cour suprême des États-Unis de New York Times Co. v. Sullivan.

## Les faits
Le 17 septembre 1984, Morris Manning, un avocat travaillant pour l'Église de scientologie, et des représentants de cette Église ont tenu une conférence de presse sur les marches du palais de justice de Toronto. Manning, vêtu de sa toge d'avocat, a lu et commenté les allégations contenues dans un avis de requête de l'Église de scientologie, a fait savoir son intention d'intenter une procédure pénale pour outrage au tribunal à l'encontre d'un procureur de la Couronne, Casey Hill. La requête alléguait que Hill avait induit un juge en erreur et avait enfreint les ordonnances scellant certains documents appartenant à la Scientologie dans l'affaire R. c. Église de Scientologie de Toronto.
Au moment où la déclaration diffamatoire a été faite, Casey Hill travaillait comme avocat au Bureau des avocats de la Couronne, Division criminelle du ministère du Procureur général de la province de l'Ontario. Il avait donné des conseils à la Police provinciale de l'Ontario concernant un mandat obtenu le 1er mars 1983 qui autorisait une perquisition les 3 et 4 mars 1983 d'environ 250 000 documents, comprenant plus de 2 millions de pages de matériel, lesquels ont été saisis. Ces documents étaient entreposés dans quelque 900 boîtes dans un immeuble de la Police provinciale de l'Ontario à Toronto
Lors de la procédure pour outrage au cours de laquelle les appelants demandaient une amende ou une peine d'emprisonnement contre le défendeur, les allégations contre Hill ont été jugées complètement fausses et sans fondement. Hill a donc intenté une poursuite en dommages-intérêts en diffamation contre les appelants.
Les deux appelants ont été déclarés conjointement responsables de dommages-intérêts généraux de 300 000 $ et l'Église de scientologie seule était responsable de dommages-intérêts compensatoires majorés à 500 000 $ et de dommages punitifs de 800 000 $. Le jugement a été confirmé dans une décision de 1993 de la Cour d'appel de l'Ontario.

## Questions en litige
Les principales questions soulevées dans cet appel étaient les suivantes : la common law en matière de diffamation était-elle valide à la lumière de la Charte canadienne des droits et libertés et l'octroi de dommages-intérêts par le jury pouvait-il être maintenu?

### Arguments de l'appelant
L'Église de scientologie a soutenu que la common law relative à la diffamation au Canada n'avait pas évolué avec la société canadienne. La common law avait trop insisté sur la nécessité de protéger la réputation des demandeurs au détriment de la liberté d'expression. Il s'agissait, selon eux, d'une restriction injustifiée imposée d'une manière qui ne peut être justifiée dans une société libre et démocratique qui pourrait survivre à une contestation fondée sur l'article 1 de la Charte. Les appelants ont ajouté que si le critère d'action gouvernementale était insuffisant pour attirer l'examen de la Charte, les principes de la common law devraient être interprétés, même dans une action de droit purement privé, d'une manière compatible avec la Charte. Cela, ont-ils soutenu, ne pouvait être atteint que par l'adoption de la norme de responsabilité de « malveillance véritable » trouvée par la Cour suprême des États-Unis dans l'affaire New York Times Co. v. Sullivan.
La défense de l'immunité relative s'attache à l'occasion à laquelle la communication est faite, et non à la communication elle-même. L'effet juridique de la défense de l'immunité relative est de réfuter l'inférence, qui découle normalement de la publication de propos diffamatoires, qu'ils ont été prononcés avec malveillance. Lorsqu'il est démontré que l'occasion est privilégiée, la bonne foi du défendeur est présumée et le défendeur est libre de publier, en toute impunité, des propos qui peuvent être diffamatoires et faux à l'encontre du demandeur. L'immunité n'est cependant pas absolu et peut être surmontée si le motif dominant de la publication de la déclaration est la malveillance véritable ou expresse. (La malveillance, dans ce contexte, est établie en montrant que le défendeur a parlé de façon malhonnête, ou en connaissant ou en ignorant témérairement la vérité.) 
L'immunité réelle peut également être surmontée lorsque les limites du devoir ou de l'intérêt ont été dépassées. Le fait qu'une occasion soit privilégiée ne protège pas nécessairement tout ce qui est dit ou écrit à cette occasion. Les informations communiquées doivent être raisonnablement appropriées dans le contexte des circonstances existant à l'occasion où ces informations ont été données.

## Jugement de la Cour suprême
Le pourvoi de l'Église de scientologie est rejeté.

## Motifs du jugement
Dans deux jugements (une opinion majoritaire rédigée par le juge Cory par les juges La Forest, Gonthier, Cory, McLachlin, Iacobucci et Major, et un avis concordant écrit par la juge L'Heureux-Dubé), la Cour a rejeté ces arguments tout en continuant d'appliquer SDGMR c. Dolphin Delivery Ltd. , à l'effet que la Charte ne peut pas réécrire la common law, bien que la common law doive être interprétée conformément aux principes généraux de la Charte. Cela ne veut pas dire que la Cour devait nécessairement adopter la règle de diffamation de la « malveillance véritable » issue de la jurisprudence américaine.
En refusant de modifier le droit canadien et de l'aligner davantage sur la norme de « malveillance réelle » du droit américain (à la suite de l'affaire New York Times Co. c. Sullivan), le juge Cory, écrivant au nom de la majorité, a déclaré (au paragraphe 138 ):

« La liberté de parole, comme toute autre liberté, est assujettie à la loi et doit être mesurée en regard de la nécessité essentielle pour les individus de protéger leur réputation.  Les termes du juge Diplock dans Silkin c. Beaverbrook Newspapers Ltd., [1958] 1 W.L.R. 743, aux pp. 745 et 746, méritent d'être répétés: :
« La liberté de parole, comme toute autre liberté, est assujettie à la loi et doit être mesurée en regard de la nécessité essentielle pour les individus de protéger leur réputation [...] qu'elle mène une vie publique ou non, à une réputation intacte, si elle le mérite et, d'autre part, [...] le droit du public [...] d'exprimer ses opinions honnêtement et sans crainte sur des questions d'intérêt public, même si cela implique une critique sévère du comportement des personnalités publiques. »

Dans les motifs concordants de la juge L'Heureux-Dubé, son analyse de la question de l'application de la Charte à la common law est énoncée succinctement, au paragraphe 2 de son jugement :

« 2 En premier lieu, toutefois, afin de dissiper toute confusion possible quant à l'applicabilité de la Charte canadienne des droits et libertés à la common law, cette question peut, à mon avis, se réduire simplement aux deux propositions suivantes, formulées pour la première fois par le juge McIntyre dans l'arrêt SDGMR c. Dolphin Delivery Ltd., 1986 CanLII 5 (CSC), [1986] 2 R.C.S. 573:
1.   La Charte ne s'applique pas directement à la common law sauf dans la mesure où elle constitue le fondement d'une action gouvernementale.
2.   Quoique la Charte ne s'applique pas directement à la common law en l'absence d'une action gouvernementale, la common law doit néanmoins évoluer de manière à être compatible avec les valeurs qui sous‑tendent la Charte. (Dans le même sens, voir R. c. Salituro, 1991 CanLII 17 (CSC), [1991] 3 R.C.S. 654, Dagenais c. Société Radio- Canada, 1994 CanLII 39 (CSC), [1994] 3 R.C.S. 835, et R. c. Park, 1995 CanLII 104 (CSC), [1995] 2 R.C.S. 836, le juge L'Heureux‑Dubé.)
En d'autres termes, la règle fondamentale est la suivante:  en l'absence d'une action gouvernementale, la Charte ne s'applique qu'indirectement à la common law. »

## Plus grand montant accordé en diffamation au Canada
Le montant accordé par le jury qui a été confirmé dans ce pouvoir était alors le plus grand montant accordé pour diffamation de l'histoire du Canada.
L'avocat Manning et l'Église de scientologie ont été reconnus conjointement responsables de dommages-intérêts compensatoires de 300 000 $. La scientologie à elle seule était responsable de dommages-intérêts majorés de 500 000 $ CA et de dommages punitifs de 800 000 $, donc le total des montants dus en responsabilité civile par la scientologie s'établissait 1 600 000 $ . Ce n'est qu'en 2008 que ce record a été battu.